# 8cmルフトミーネンヴェルファーM15
8cmルフトミーネンヴェルファーM15（8 cm Luftminenwerfer M 15）とは、第一次世界大戦でオーストリア＝ハンガリー帝国が使用した軽迫撃砲である。
圧縮空気で砲弾を打ち出す空気迫撃砲の初期の物で、この砲は第58歩兵師団によって設計され、最初の20門は師団の火器整備部隊によって作成された。いわゆる野戦急造兵器の一種であった。以降の生産はブダペストにあるVereinigte Elektrische Maschinen A. G.で生産された。